# Edward Terlecki
Edward August Terlecki (ur. 23 sierpnia 1882 w Lutczy, zm. 16 lutego 1929 w Pawłowie) – pułkownik taborów Wojska Polskiego.

## Życiorys
Urodził się 23 sierpnia 1882 roku w Lutczy. Był oficerem c. i k. armii. W grudniu 1905 roku posiadał przydział w rezerwie do 80 pułku piechoty we Lwowie. W 1907 roku został przemianowany na oficera zawodowego i powołany do służby czynnej w 80 pułku piechoty. W 1911 roku został przeniesiony do korpusu oficerów taborowych i przydzielony Dywizjonu Taborowego Nr 11. Ta jednostka, przemianowana w czasie I wojny światowej na Batalion Taborów Nr 11 była jego oddziałem macierzystym do 1918 roku.
W latach 1912–1913 wziął udział w mobilizacji sił zbrojnych Monarchii Austro-Węgierskiej, wprowadzonej w związku z wojną na Bałkanach. Na przełomie 1915 i 1916 roku został przeniesiony z armii austro-węgierskiej do Legionów Polskich i przydzielony do 6 pułku piechoty. Od stycznia 1917 roku był dowódcą II batalionu. Od 21 do 31 sierpnia 1917 roku, po kryzysie przysięgowym, pełnił obowiązki dowódcy 6 pułku piechoty, a następnie powrócił do armii austriackiej. 
W czasie służby w c. i k. armii awansował na kolejne stopnie: podporucznika (1 stycznia 1905 roku) w korpusie oficerów rezerwy piechoty, podporucznika (1 maja 1907 roku) w korpusie oficerów piechoty oraz porucznika (1 listopada 1912 roku) i rotmistrza (1 maja 1916 roku) w korpusie oficerów taborowych. Na liście starszeństwa oficerów Legionów Polskich figurował jako kapitan piechoty (od 1 stycznia 1916 roku). 
Po odzyskaniu przez Polskę niepodległości wstąpił do Wojska Polskiego 16 grudnia 1918. Służył w Dowództwie Okręgu Generalnego „Kielce”, a od 28 grudnia 1919 w Sekcji Taborów Ministerstwa Spraw Wojskowych. 11 czerwca 1920 roku został zatwierdzony z dniem 1 kwietnia 1920 roku w stopniu podpułkownika, w Wojskach Taborowych, w grupie oficerów byłych Legionów Polskich. W 1920 był dowódcą 2 szwadronu zapasowego taborów, a od następnego roku dowódcą 2 dywizjonu taborów w Lublinie. 3 maja 1922 roku został zweryfikowany w stopniu pułkownika ze starszeństwem z dniem 1 czerwca 1919 roku i 4. lokatą w korpusie oficerów taborowych. 1 listopada 1923 roku otrzymał przeniesienie do Rezerwy Oficerów Sztabowych Dowództwa Okręgu Korpusu Nr II. Z dniem 29 lutego 1924 roku został przeniesiony w stan spoczynku „z powodu trwałej niezdolności do służby wojskowej stwierdzonej w drodze superrewizji”. Jako emerytowany oficer zamieszkiwał w Zakopanem-Bystre Dolne. Zmarł 16 lutego 1929 roku w Pawłowie.
Edward Terlecki był żonaty z Mirosławą z Mierzejewskich.

## Ordery i odznaczenia
- Krzyż Walecznych[21]
- Medal Niepodległości (pośmiertnie, 16 marca 1937)[23]
- Brązowy Medal Zasługi Wojskowej Signum Laudis z mieczami na wstążce Krzyża Zasługi Wojskowej (Austro-Węgry)[6]
- Krzyż Jubileuszowy Wojskowy (Austro-Węgry)[5]
- Medal Pamiątkowy Bośniacko-Hercegowiński (Austro-Węgry)[5]
- Krzyż Pamiątkowy Mobilizacji 1912–1913 (Austro-Węgry)[5]